# Volús
Volús o Volès (en llatí Volusus o Volesus) va ser el suposat avantpassat de la gens Valèria, que s'hauria instal·lat a Roma amb Titus Taci.
El nom Volús es va convertir en cognomen de la gens Valèria. Així trobem a Marc Valeri Volús, el germà de Publícola, que era cònsol l'any 505 aC, el cinquè any de la república, amb Publi Postumi Tubert. Va lluitar, juntament amb el seu col·lega, contra els Sabins, i va aconseguir un triomf per la seva victòria. Va morir en la batalla del llac Regillus l'any 498 aC o 496 aC. També se sap que un altre germà de Publícola, tenia el mateix cognomen, Manius Valerius Volusus i el sobrenom Maximus (Màxim), i hauria estat dictador l'any 494 aC, i a qui la gens dels Valerii Maximi atribuïa el seu origen. Però podria ser que hi hagués una confusió i que Manius el dictador, fos la mateixa persona que Marcus, el cònsol. En alguns textos s'afirma que el cònsol va morir en la batalla del llac Regillus. Volusus es va convertir també en un praenomen d'alguns membres de la família Valèria Potit. En un període posterior, el nom va ser ressuscitat a la gens Valèria, i va ser assumit com a agnom per Luci Valeri Messal·la Volès, que era cònsol l'any 5.